# Joan Garcia del Muro
Joan Garcia del Muro Solans (Lleida, 1961) és un filòsof català i un dels assagistes més guardonats en literatura catalana. És doctor en filosofia per la Universitat de Barcelona i professor de Facultat de Filosofia de la Universitat Ramon Llull i a l'Institut Obert de Catalunya.

## Trajectòria
Ha publicat articles i llibres i ha rebut diversos premis, entre ells el Premi Joan Fuster d'assaig el 2003 amb Ficcions còmplices, una anàlisi sobre els totalitarismes actuals sorgits ja no del fanatisme dels que creuen massa sinó del nihilisme dels que no creuen en res. Noves maneres d'actuar nominalment democràtiques però que reprodueixen massa fidelment els vells esquemes repressius, fent especial atenció als nascuts dels atemptats de l'11 de setembre de 2001.
L'any 2016 va guanyar de nou els Premis Octubre amb un assaig titulat Soldats del no-res, on intenta aproximar-se a la figura dels joves europeus que s'incorporen a les files de l'Estat Islàmic.
L'any 2017 va guanyar el 34è Premi Josep Vallverdú d'assaig amb l'obra Good bye, veritat, on teoritza sobre el relativisme moral i com les emocions condicionen la capacitat de raonar i veure les contradiccions pròpies, car les persones tenen una certa tendència a obviar allò que les posa en evidència i busquen aquelles explicacions, afirmacions o informacions que reforcen llur concepció del món. Aquest fet té com a resultat la desconnexió de la veritat com un relat que es pugui contrastar amb els fets: la veritat es converteix en una mercaderia i la gent compra només els discursos que vol, que li agraden, que concorden amb les seues idees preconcebudes.
L'any 2022 el seu treball Pensar el totalitarisme va guanyar el premi Arnau de Vilanova, convocat pel Col·legi oficial de llicenciats en Filosofia, Lletres i Ciències de Catalunya.

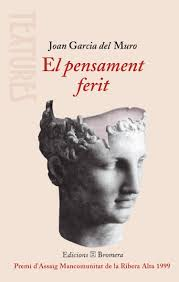

## Publicacions
- Ser y conocer, Barcelona: PPU, 1994
- Història de la Filosofia, Lleida, Granica, 1997
- El pensament ferit (Premi d'Assaig Mancomunitat de la Ribera Alta 1999), Alzira: Edicions Bromera, 2001.
- Totalitarisme postmodern (Premi Ernest Lluch a la Cultura i els Drets Humans, 2001)[7]
- Ficcions Còmplices (Premi Joan Fuster d'assaig 2003), València: Edicions Tres i Quatre, 2004.
- "El pensament creacionista en les tres religions monoteistes" a Conviure, Barcelona, Edicions de la Universitat Ramon Llull, 2004.
- Com ens enganyem. La ceguesa voluntària en les societats contemporànies (VIII Premi d'Assaig Mancomunitat de la Ribera Alta), Alzira: Bromera, 2007.
- Menú del dia: carn de canó - Set estudis sobre metafísica del consumisme (Premi nacional d'Andorra d'assaig Sant Miquel d'Engolasters), Lleida: Pagès Editors, 2010.
- La generació easy o de l'educació en l'era del buit (Premi Joan Profitós d'assaig pedagògic 2013).[8]
- Santo Tomás de Aquino, Barcelona, RBA, 2016.
- Pensar el Totalitarisme Arxivat 2017-03-09 a Wayback Machine., MiniOps de l'Institut Obert de Catalunya, 2016.
- Soldats del no-res (Premi Joan Fuster d'assaig 2016), València: Edicions Tres i Quatre, 2017.[9]
- Good bye, veritat (Premi Josep Vallverdú 2017), Lleida, Pagès Editors, 2018.[10][11]
- Veritat, postveritat i "fake news" (2020) Pagès Editors, Lleida. (coescrit amb Carlos Miguel Ruiz Caballero i Francesc Torralba Roselló).[12] ISBN 978-8413032016